# Jesús Belza
Jesús Belza Medina (Las Palmas, 26 de febrero de 2004) es un futbolista español que juega como extremo derecho en el Antequera C.F., cedido por el CD Tenerife.

## Trayectoria
Nació en Las Palmas y se unió al fútbol base del CD Tenerife procedente del CD Unión Puerto en 2020, y debutó con el filial el 2 de noviembre de 2022 al partir como titular en un empate por 0-0 frente a la UD Lanzarote en la Tercera Federación.Su primer gol llega el siguiente 6 de noviembre en el empate por 2-2 frente a la UD Ibarra.En julio del siguiente año, es llamado para hacer la pretemporada con el primer equipo.
Logra debutar con el primer equipo el 25 de septiembre de 2023 al entrar como suplente en los minutos finales de una victoria por 1-0 frente al RCD Espanyol en la Segunda División.
Tas renovado su contrato con los tinerfeños hasta el 30 de junio de 2027, el 22 de agosto de 2024, es cedido al Antequera C.F.

## Clubes
Actualizado al último partido disputado el 12 de enero de 2025.
| Club            | País   | Año       | Partidos | Goles |
| --------------- | ------ | --------- | -------- | ----- |
| CD Tenerife "B" | España | 2022      | 9        | 1     |
| CD Tenerife     | España | 2023-2024 | 12       | 0     |
| Antequera C.F.  | España | 2024-2025 | 7        | 0     |